# Doumè
Doumè ist eine Stadt und ein Arrondissement im Departement Collines im westafrikanischen Staat Benin. Es ist eine Verwaltungseinheit, die der Gerichtsbarkeit der Kommune Savalou untersteht. Die Stadt liegt im Westen Benins direkt an der Grenze zu Togo.

## Demografie und Verwaltung
Gemäß der Volkszählung 2013 des beninischen Statistikamtes INSAE hatte das Arrondissement 24.561 Einwohner, davon waren 11.970 männlich und 12.591 weiblich.
Von den 111 Dörfern und Quartieren der Kommune Savalou entfallen achtzehn auf Doumè:
1. Aballa
2. Abèokouta
3. Adjégounlè
4. Affé Zongo
5. Amou
6. Amou Sakaou
7. Aroundé
8. Bèbiani
9. Coffé Agballa
10. Doumè Lakoun
11. Ekpa
12. Felma
13. Idjou
14. Iroukou
15. Kannahoun
16. Kpékpélou
17. Lèkpa
18. Olouwakèmi